# Античестица
У физици честица, свака честица има своју античестицу. Античестице има исту масу као и честица, али има обрнуто наелектрисање. Изузетак су честице без масе, бозони, у које спада на пример фотон. Занимљиво је, да чак и електрично неутралне честице, на пример неутрон, нису идентичне са својом античестицом. У наведеном примеру, неутрон је изграђен од кваркова, док је антинеутрон изграђен од антикваркова.
Честица и античестица могу да униште једна другу уколико се налазе у одговарајућем квантном стању.
Могу се произвети у разним процесима. Ови процеси данас се користе у акцелераторима честица, у циљу стварања нових честица и тестирању теорије физике честица.
Процеси са високом енергијом природно могу да произведу античестицу. Античестице се могу видету у космичком зрачењу, као и у одређеним нуклеарним реакцијама. 

## Историја

### Експеримент
Године 1932, убрзо након појаве позитрона (Пол Дирак), Карл Д. Андерсон је пронашао ове честице у сударима, у космичком зрачењу . Пронађене су помоћу Вилсонове камере тј. детектора. У овом детектору честица дошло је до померања електрона или позитрона, притом се визуелно може видети путања којом се крећу. Када се у детектор уведе магнетско поље, долази до специфичног кретања сваке честице, у управо по тој путањи се препознаје о којој честици је реч. У случају електрона и позитрона, дошло је до закривљења путање, али у обрнутом смеру од смера којим би се електрон кретао. Тако је откривен позитрон тј. електронова античестица.
Антипротон и антинеутрон је пронашао Емилио Сегре и Овен Чамберлејн 1955. године на Баркли универзитету у Калифорнији. Од тада, многе античестице се користе у акцелераторима честица за велике експерименте. Послењих година ова грана физике је веома напредовала у истраживању и детековању скоро свих постојећих античестица.

### Диракова теорија рупа
... развој квантне теорије поља учинио је непотребним тумачење античестица као празнина, иако се оно задржава у многим уџбеницима.

Стивен Вајнберг
Решења Диракове једначине садрже квантна стања негативне енергије. Као резултат тога, електрон би увек могао да зрачи енергију и да падне у негативно енергетско стање. Још горе, могао би да настави да зрачи бесконачне количине енергије, јер је на располагању било бесконачно много негативних енергетских стања. Да би спречио да се ова нефизичка ситуација догоди, Дирак је предложио да „море” електрона негативне енергије испуни универзум, који већ заузимају сва стања ниже енергије, тако да, због Паулијевог принципа искључења, ниједан други електрон не може да упадне у њих. Понекад би, међутим, једна од ових честица негативне енергије могла бити подигнута из овог Дираковог мора да постане честица позитивне енергије. Али, када би се подигла, оставила би за собом отвор у мору који би деловао тачно као електрон позитивне енергије са обрнутим наелектрисањем. Ове рупе је Пол Дирак протумачио као „електроне негативне енергије” и погрешно их је поистоветио са протонима у свом раду из 1930. Теорија електрона и протона. Међутим, испоставило се да су ови „електрони негативне енергије” позитрони, а не протони.
Ова слика је имплицирала бесконачно негативно наелектрисање универзума - проблем којег је Дирак био свестан. Дирак је покушао да аргументује да бисмо ово схватили као нормално стање нултог наелектрисања. Друга потешкоћа била је разлика у масама електрона и протона. Дирак је покушао да тврди да је то последица електромагнетних интеракција са морем, све док Херман Вајл није доказао да је теорија отвора потпуно симетрична између негативних и позитивних наелектрисања. Дирац је такође предвидео реакцију e− + p+ → γ + γ, где се електрон и протон поништавају дајући два фотона. Роберт Опенхајмер и Игор Там су, међутим, доказали да би то изазвало пребрзо нестанак обичне материје. Годину дана касније, 1931. Дирак је модификовао своју теорију и постулирао позитрон, нову честицу исте масе као електрон. Откриће ове честице следеће године отклонило је две последње замерке његовој теорији.
У оквиру Диракове теорије остаје проблем бесконачног набоја универзума. Неки бозони такође имају античестице, али пошто се бозони не повињавају Паулијевом принципу искључења (само фермиони то раде), теорија отвора за њих не функционише. Уједињено тумачење античестица је сада доступно у квантној теорији поља, која решава оба ова проблема описујући антиматерију као негативна енергетска стања истог основног поља материје, тј. честице које се крећу уназад у времену.

## Анихилација честица–античестица
Ако су честица и античестица у одговарајућим квантним стањима, онда могу да анихилирају једна другу и произведу друге честице. Реакције као што су e− + e+ → γγ (двофотонска анихилација пара електрон-позитрон) су пример. Једнофотонска анихилација пара e− + e+ → γ, не може се десити у слободном простору, јер је немогуће сачувати енергију и импулс заједно у овом процесу. Међутим, у Кулоновом пољу језгро транслационе инваријантности је нарушено и може доћи до једнофотонске анихилације. Из тог разлога је немогућа и обрнута реакција (у слободном простору, без атомског језгра). У квантној теорији поља, овај процес је дозвољен само као међуквантно стање за времена довољно кратка да се кршење очувања енергије може прилагодити принципу неодређености. Ово отвара пут за стварање виртуелног пара или уништење у коме квантно стање једне честице може флуктуирати у стање две честице и назад. Ови процеси су важни у стању вакуума и ренормализацији квантне теорије поља. Ово такође отвара пут за мешање неутралних честица кроз процесе као што је овај на слици, што је компликован пример ренормализације масе.

## Својства
Квантна стања честице и античестице се замењују комбинованом применом конјугације наелектрисања {\displaystyle C}, паритета {\displaystyle P} и временске инверзије {\displaystyle T}.
{\displaystyle C} и {\displaystyle P} су линеарни, унитарни оператори, {\displaystyle T} је антилинеаран и антиунитаран, {\displaystyle \langle \Psi |T\,\Phi \rangle =\langle \Phi |T^{-1}\,\Psi \rangle }. Ако {\displaystyle |p,\sigma ,n\rangle } означава квантно стање честице {\displaystyle n} са моментом {\displaystyle p} и спином {\displaystyle J} чија је компонента у z-смеру {\displaystyle \sigma }, затим једна има
{\displaystyle CPT\ |p,\sigma ,n\rangle \ =\ (-1)^{J-\sigma }\ |p,-\sigma ,n^{c}\rangle ,}
где {\displaystyle n^{c}} означава конјуговано стање наелектрисања, односно античестицу. Конкретно, масивна честица и њена античестица се трансформишу под истом иредуцибилном репрезентацијом Поенкареове групе, што значи да античестица има исту масу и исти спин.
Ако се {\displaystyle C}, {\displaystyle P} и {\displaystyle T} могу дефинисати засебно на честицама и античестицама, онда
{\displaystyle T\ |p,\sigma ,n\rangle \ \propto \ |-p,-\sigma ,n\rangle ,}
{\displaystyle CP\ |p,\sigma ,n\rangle \ \propto \ |-p,\sigma ,n^{c}\rangle ,}
{\displaystyle C\ |p,\sigma ,n\rangle \ \propto \ |p,\sigma ,n^{c}\rangle ,}
где знак пропорционалности указује да би на десној страни могла бити фаза.
Како се {\displaystyle CPT} антикомутира са набојима, {\displaystyle CPT\,Q=-Q\,CPT}, честица и античестица имају супротна електрична наелектрисања q и -q.

## Квантна теорија поља
Овај одељак се ослања на идеје, језик и нотацију канонске квантизације квантне теорије поља.
Поље електрона без мешања оператора анихилације и стварања оператора може се изразити писањем
{\displaystyle \psi (x)=\sum _{k}u_{k}(x)a_{k}e^{-iE(k)t},\,}
где се користи симбол k да се означе квантни бројеви p и σ из претходног одељка и знак енергије, E(k), а  означава одговарајуће операторе анихилације. Наравно, како се ради о фермионима, потребни су оператори који задовољавају канонске антикомутационе релације. Међутим, ако се сада запише Хамилтонијан
{\displaystyle H=\sum _{k}E(k)a_{k}^{\dagger }a_{k},\,}
онда се одмах види да очекивана вредност H не мора бити позитивна. То је зато што E(k) може имати било који предзнак, и комбинација оператора стварања и поништења има очекивану вредност 1 или 0.
Дакле, мора се увести поље античестица конјугованог наелектрисања, са сопственим операторима стварања и анихилације који задовољавају релације
{\displaystyle b_{k\prime }=a_{k}^{\dagger }\ \mathrm {and} \ b_{k\prime }^{\dagger }=a_{k},\,}
где k има исто p, и супротно σ и знак енергије. Тада се може преписати поље у облику
{\displaystyle \psi (x)=\sum _{k_{+}}u_{k}(x)a_{k}e^{-iE(k)t}+\sum _{k_{-}}u_{k}(x)b_{k}^{\dagger }e^{-iE(k)t},\,}
где је први збир преко позитивних енергетских стања, а други преко стања негативне енергије. Енергија постаје
{\displaystyle H=\sum _{k_{+}}E_{k}a_{k}^{\dagger }a_{k}+\sum _{k_{-}}|E(k)|b_{k}^{\dagger }b_{k}+E_{0},\,}
где је  инфинитивна негативна константа. Вакуумско стање се дефинише као стање без честице или античестице, тј. {\displaystyle a_{k}|0\rangle =0} и {\displaystyle b_{k}|0\rangle =0}. Тада је енергија вакуума тачно . Пошто се све енергије мере у односу на вакуум, H је позитивно одређен. Анализа особина  и  показује да је један оператор анихилације за честице, а други за античестице. Ово је случај фермиона.

### Фејнман–Штукелбергова интерпретација
Разматрајући пропагацију негативних енергетских модова електронског поља уназад у времену, Ернст Штукелберг је дошао до сликовитог разумевања чињенице да честица и античестица имају једнаку масу m и спин J, али супротна наелектрисања q. То му је омогућило да препише теорију пертурбације управо у облику дијаграма. Ричард Фајнман је касније дао независну систематску деривацију ових дијаграма из формализма честица, и они се сада називају Фајнманови дијаграми. Свака линија дијаграма представља честицу која се шири уназад или унапред у времену. Ова техника је данас најраспрострањенија метода израчунавања амплитуда у квантној теорији поља.
Пошто је ову слику први развио Штукелберг, а своју модерну форму је стекла у Фајнмановом раду, она се назива Фејнман-Штукелбергова интерпретација античестица у част оба научника.